# Rubia balearica
Rubia balearica là một loài thực vật có hoa trong họ Thiến thảo. Loài này được (Willk.) Porta miêu tả khoa học đầu tiên năm 1887.